# Devonport
Devonport è una città della Tasmania, in Australia; essa si trova 280 chilometri a nord di Hobart ed è la sede della Città di Devonport. Al censimento del 2006 contava 22 315 abitanti.
Devonport si trova alla foce del fiume Mersey; insieme alla piccola cittadina di Burnie costituiscono i due maggiori centri del nord-ovest dello Stato. Per i visitatori che arrivano in Tasmania, Devonport è innanzitutto il porto di attracco dello Spirit of Tasmania, il traghetto che la collega con Melbourne.
La regione fu per la prima volta esplorata dal capitano Charles Hardwicke nel 1823. L'area, inizialmente nota come Port Frederick, fu poi chiamata Mersey River, il nome del fiume che attraversa la città. Più tardi venne divisa in due città separate - Formby nella parte ovest, e Torquay in quella est. Le due parti vennero poi riunite in un'unica città nel 1890, chiamata Devonport dall'omonima località in Inghilterra. La parte est della città è conosciuta come East Devonport.
Devonport fu dichiarata città nel 1981.